# Дністрова ліра
Дністрова ліра — міський конкурс-фестиваль виконавців народної та сучасної музики. «Дністрова ліра» відбувається щороку в місті Могилів-Подільський Вінницької області.

## Виникнення
Фестиваль було започатковано 2011 року.
Засновниками та організаторами конкурсу-фестивалю " Дністрова ліра " є Могилів-Подільська міська рада та відділ культури і туризму Могилів-Подільської міської ради.
Як декларують самі засновники: «організатори поставили перед собою мету примножувати та зберігати славні мистецькі традиції та надбання нашого регіону і української національної культури загалом.».

## Завдання конкурсу-фестивалю
Основні завданнями конкурсу-фестивалю:
- виявлення і підтримка талановитих виконавців;
- популяризація сучасної української пісні серед дітей та молоді;
- популяризація та впровадження новітніх форм музичного естрадного мистецтва;
- взаємозбагачення культурних традицій народів світу;
- утвердження та розвиток вокального мистецтва та української мови;
- естетичний та духовний розвиток молодого покоління;
- розвиток і зміцнення дружби та миру між державами засобами творчого спілкування;
- зміцнення культурних зв'язків українців зарубіжжя зі своєю малою батьківщиною;
- розширення культурних, інформаційних та ділових зв'язків між державами;
- залучення меценатів та спонсорів до підтримки творчої молоді;
- обмін досвідом творчої діяльності композиторів, продюсерів, поетів та молодих виконавців України з митцями інших держав світу;

## Порядок проведення
Конкурс-фестиваль проводиться в м. Могилеві-Подільському щорічно 22-24 серпня в рамках святкування Дня Незалежності.
Підготовчу роботу з організації та проведення конкурсу-фестивалю здійснює організаційний комітет.
На конкурс-фестиваль запрошуються композитори та поети, продюсери, зірки української естради, професійні та аматорські художні колективи з різних країн світу, організатори фестивалів з України та зарубіжжя.
В рамках конкурсу-фестивалю проводиться:
- конкурс вокалістів;
- майстер-клас професійних вокалістів та музикантів;
- творчі зустрічі з композиторами, продюсерами, поетами-піснярами;
- концерти професійних та аматорських колективів, зірок української та зарубіжної естради;
- вечори знайомств для учасників та гостей фестивалю;
- екскурсії визначними місцями Могилів-Подільщини;
- творча зустріч «Наші гості» (зустріч з організаторами фестивалів);
- прес-конференції організаторів та учасників фестивалю для ЗМІ.

## Умови проведення конкурсу-фестивалю
Основним заходом конкурсу-фестивалю «Дністрова ліра» є конкурс, в якому беруть участь солісти-вокалісти, солісти-інструменталісти, вокальні дуети, вокальні гурти, вокально-інструментальні та інструментальні колективи.
Оцінку виступів учасників конкурсу здійснює журі, до складу якого можуть входити провідні спеціалісти — діячі культури і мистецтв України, композитори, продюсери, спеціалісти з питань культури і мистецтв та представники громадськості міста.
Із членами журі з-за кордону не пізніше, як за 6 місяців до фестивалю укладається угода, в якій обумовлюються творчі, побутові та фінансові питання. Склад журі конкурсу затверджується організаційним комітетом фестивалю.
Критерії, за якими оцінюються виступи учасників фестивалю: володіння голосом та музичним інструментом, сценічність, підбір репертуару, артистизм, якість фонограми, естетика сценічного одягу. 

Журі визначає переможців за кількістю набраних балів. При голосуванні голова журі має право двох голосів. Рішення журі є остаточним і перегляду не підлягає.

## Умови участі в конкурсі
Для участі у конкурсі запрошуються виконавці віком від 18 років.
Усі, хто бажає взяти участь у конкурсі, повинні надіслати на адресу фестивалю наступні документи:
- анкету-заяву за формою,
- кольорове фото на цифровому носії,
- копію паспорта,
- CD з фонограмами двох-трьох пісень (+ 1),

Попередній відбір виконавців проводиться організаційним комітетом шляхом прослуховуванням надісланих CD із записом пісень (+1).
Конкурсні виступи проводяться у 6 номінаціях: солісти-вокалісти, солісти-інструменталісти, вокальні дуети, вокальні гурти, вокально-інструментальні, інструментальні колективи.
Пісні, які виконуються, не повинні нести в собі агресію, нецензурних висловлювань та закликати до насильства.
Після прослуховування отриманих фонограм, організаційний комітет надсилає учасникам офіційні запрошення на участь у конкурсі-фестивалі та програму конкурсних виступів та фестивальних заходів.
Надіслані фонограми, відео та документи не рецензуються і назад не відсилаються.
Заяви на участь у конкурс-фестивалі приймаються з 1 березня по 15 липня.
Конкурсна програма конкурсу-фестивалю проходить у два тури:
- півфінал (учасники півфіналу виконують дві пісні (по круговій системі), фонограма (-1);
- фінал (одна пісня) фонограма (-1) за рішенням журі;

Під час конкурсної програми забороняється використовувати фонограми (-1) з про дубльованим вокальним унісоном.
Носії фонограм — міні-диски, диски CD.
Участь у конкурсі безкоштовна.
Супроводжуюча особа несе повну відповідальність за безпеку, життя та здоров'я учасника конкурсу-фестивалю.
Витрати, пов'язані з харчуванням, проживанням, приїздом та від'їздом учасників і супроводжуючих осіб — за рахунок відряджуючої сторони.
Оргкомітет покладає на себе організацію проживання та харчування учасників.
Перевезення учасників та гостей до місць проживання забезпечується спеціальним транспортом.
Вимоги до конкурсних творів:
Виконавці, що допущені до участі у конкурсній програмі, мають підготувати три пісні під інструментальні фонограми (-1),
Обов'язковим є виконання пісні українською мовою, інструменталісти — твір українського автора..
Усі твори виконуються наживо в супроводі інструментальної фонограми.
Стиль виконання творів:
- поп-музика;
- народна пісня в оригінальному аранжуванні (допускається a capella);
- фольк-поп музика;
- фольк-рок музика;
- джаз;
- блюз;
- рок-н-рол;

Порядок виступів у конкурсі встановлюється за віковою категорією.
- Перша вікова категорія — 18-25 років
- Друга вікова категорія — 26-35 років
- Третя вікова категорія — від 35 років.

Нагороди учасників фестивалю
- Гран — Прі фестивалю;
- Лауреат І премії (у кожній віковій групі);
- Лауреат ІІ премії (у кожній віковій групі);
- Лауреат ІІІ премії (у кожній віковій групі);

Дипломант фестивалю;
- Диплом за участь
- Приз глядацьких симпатій;

Переможці нагороджуються ексклюзивними статуетками та відзнаками із зображенням фестивальної символіки, дипломами і цінними подарунками від організаторів, меценатів та спонсорів.
Рішенням журі звання лауреатів можуть подвоюватися (в залежності від рівня виконавської майстерності конкурсантів).
Фінансові умови
Фінансування конкурсу-фестивалю здійснюється:
- за рахунок коштів, передбачених у місцевому бюджеті на відповідний рік;
- за рахунок спонсорських, благодійних та інших надходжень, не заборонених чинним законодавством.

## Адреса організаторів конкурсу-фестивалю
24000, Україна, м. Могилів-Подільський, площа Шевченка, 6/16, відділ культури і туризму міської ради, каб.23

## Відомі гості
2012 р. — Валевська Наталія Олександрівна

##### Учасники
- виступ Станіслава Бешлеги  [Архівовано 28 вересня 2016 у Wayback Machine.] на фестивалі Дністрова ліра
- Гурт «Тірас», Могилів-Подільський, Фестиваль «Дністрова ліра». пісня «Видели ночь»
- Татяна Гуцал (Доканіна) «Останусь» (ковер «Город 312»)